# 천연기념물센터
천연기념물센터는 대한민국 문화재청 산하의 국립시설이자 국내 천연기념물의 자료들을 소장하는 전시관이다. 소재지는 대전광역시 서구 유등로 927(만년동)이다.

## 연혁
- 2001년 대전시, 충남도 공동으로 천연기념물센터 유치 신청
- 2003년 센터 건립지 착공
- 2006년 자연문화재연구실 신설
- 2007년 천연기념물센터 개관
- 2015년 연구동, 표본관리동 완공
- 2018년 센터 증축 및 리모델링 공사
- 2018년 천연기념물센터 재개관

## 현황
국내 천연보호종, 천연보존지, 천연기념물 등에 대한 자료 전시.